# Eurycletodes major
Eurycletodes major är en kräftdjursart som beskrevs av Georg Ossian Sars 1909. Eurycletodes major ingår i släktet Eurycletodes och familjen Argestidae. Inga underarter finns listade i Catalogue of Life.